# Остролодочник Майделя
Остролодочник Майделя (лат. Oxytropis maydelliana) — вид растений рода Остролодочник (Oxytropis) семейства Бобовые (Fabaceae), растущий в горных тундрах на гранитно-карбонатных породах.

## Ботаническое описание
Растение дерновинное, мало опушённое. Каудекс с темно-коричневыми ветвями, покрытыми отмершими прилистниками и остатками черешков. Цветоносы немного длиннее листьев, с оттопыренными белыми и вверху черными волосками. Прилистники рыжеватые или красноватые, темнеющие, ланцетные, сросшиеся почти до половины, с 1 жилкой, голые, по краю с ресничками. Листочки в числе 6—10 пар, овальные, эллиптические или ланцетные, сверху почти голые, снизу с полуприжатыми волосками, при основании с булавовидными волосками.
Соцветие многоцветковое, овальное, позже немного удлиненное. Прицветники по длине почти равные чашечке. Чашечка колокольчатая, мохнатая от оттопыренных белых и черных волосков, с узкими зубцами в 3 раза короче трубки. Венчик бледно-желтый, но лодочка на верхушке иногда с коричневатожелтым (не лиловым) пятном. Флаг 18—20 мм длиной, на верхушке двулопастной. Лодочка с острием около 1 мм длиной. Бобы яйцевидно-продолговатые, с длинным отогнутым клювиком, обильно опушены черными и белыми волосками, с неширокой брюшной перегородкой. 2n=96.

## Значение и применение
Очень хорошо поедается северным оленем (Rangifer tarandus).